# Lubelskie Dworce
Lubelskie Dworce S.A. – przedsiębiorstwo transportowe działające na terenie województwa lubelskiego z siedzibą w Lublinie. Przedsiębiorstwo dysponuje siecią połączeń z miastami województwa lubelskiego, innymi metropoliami na terenie kraju oraz za granicą. Zarządza dworcem autobusowym przy al. Tysiąclecia w Lublinie.
Przedsiębiorstwo Komunikacji Samochodowej „Wschód” S.A. powstało w wyniku połączenia pięciu przedsiębiorstw państwowych, przeprowadzonej zgodnie z zarządzeniem wojewody lubelskiego z dnia 28 grudnia 2006. W jego skład weszły Przedsiębiorstwa Państwowej Komunikacji Samochodowej w Hrubieszowie, Tomaszowie Lubelskim, Krasnymstawie, Włodawie i Lublinie. 1 czerwca 2008 w rezultacie przeprowadzonej komercjalizacji PPKS w Lublinie zostało przekształcone w spółkę akcyjną Skarbu Państwa. W 2010 roku przedsiębiorstwo zostało nieodpłatnie przekazane samorządowi województwa lubelskiego.
20 lutego 2012 roku z PKS Wschód odszedł PKS Hrubieszów, a 21 lutego – PKS Tomaszów Lubelski. W lutym 2013 roku odszedł PKS Włodawa, a PKS Lublin wyodrębnił Lubelskie Linie Autobusowe i zmienił nazwę na Lubelskie Dworce S.A.